# Zentrales Blutvolumen
Als zentrales Blutvolumen wird der Volumenanteil des Blutes bezeichnet, welcher sich zwischen der Pulmonal- und der Aortenklappe befindet, also im Lungenkreislauf und der linken Herzseite. Als entscheidende Stellgröße für den zentralen Venendruck und die diastolische Füllung der linken Herzkammer spielt es eine wesentliche Rolle für die kurzfristigen Mechanismen der Kreislaufregulation.